# Йохан Кристоф (Хоенцолерн-Хайгерлох)
Йохан Кристоф фон Хоенцолерн-Хайгерлох (на немски: Johann Christoph von Hohenzollern-Haigerloch; * 1586 в Хайгерлох; † 1620 в Хайгерлох) от швабския клон на Хоенцолерните е от 1592 до 1620 г. вторият граф на Хоенцолерн-Хайгерлох.
Той е големият син на граф Кристоф фон Хоенцолерн-Хайгерлох (1552 – 1592) и съпругата му Катарина фон Велшперг († сл. 1608), дъщеря на фрайхер Кристоф IV Зигмунд фон Велшперг-Лангенщайн-Примьор († 1580) и Ева Доротея Луция фон Фирмиан († 1585).
При смъртта на баща му той е малолетен и е под опекунството на чичовците си Айтел Фридрих IV фон Хоенцолерн и Карл II фон Хоенцолерн-Зигмаринген.
Той прекарва военната си служба предимно във Виена.
Йохан Кристоф се жени през 1608 г. в Зигмаринген за графиня Мария Елизабет фон Хоенцолерн-Зигмаринген (1592 – 1659), дъщеря на граф Карл II фон Хоенцолерн-Зигмаринген. Бракът е бездетен. 
Той завършва започнатият строеж от баща му на дворцовата църква и олтара; освещаването е през 1609 г.
При започването на Тридесетгодишната война 1618 г. той е избран за комендант на замъка „Хоенцолерн“. След него граф на Хоенцолерн-Хайгерлох става по-малкият му брат Карл (1588 – 1634).
Вдовицата му се омъжва втори път за граф Карл Лудвиг Ернст фон Зулц, ландграф на Клетгау (1586 – 1648).